# Normung
Normung bezeichnet die Formulierung, Herausgabe und Anwendung  von Regeln, Leitlinien oder Merkmalen durch eine anerkannte Organisation und deren Normungsgremien.  Sie sollen auf den gesicherten Ergebnissen von Wissenschaft, Technik und Erfahrung basieren und auf die Förderung optimaler Vorteile für die Gesellschaft abzielen. Die Festlegungen werden im Konsens erstellt und von einer anerkannten Institution angenommen.

## Anwendung
Normung kommt vor allem zur Anwendung, wenn gleichartige oder ähnliche Gegenstände in vielen unterschiedlichen Zusammenhängen an verschiedenen Orten von verschiedenen Personenkreisen gebraucht werden. Durch die Aufstellung und Einführung von Festlegungen für die wiederkehrende Anwendung werden innerhalb des Interessentenkreises national wie international Vereinheitlichungen geschaffen. Damit werden 
- die Eignung von Produkten, Prozessen und Dienstleistungen für ihren geplanten Zweck verbessert,
- der Austausch von Waren und Dienstleistungen gefördert und
- die technische und kommunikative Zusammenarbeit erleichtert.

Mit der Normung können weitere Ziele verbunden sein wie Rationalisierung, Verminderung der Vielfalt, Kompatibilität, Gebrauchstauglichkeit und Sicherheit.  Auch das Ziel der gegenseitigen Verständigung  wird durch die Festlegung von Begriffen unterstützt.
Aus dem englischen Sprachgebrauch kommt der Begriff De-jure-Standard, der sich mit dem deutschen Begriff „Norm“ (zum Beispiel in DIN-Norm) deckt. Im Gegensatz dazu ist ein De-facto-Standard ein Ergebnis, das nicht durch ein wenigstens nationales Normungsverfahren (zum Beispiel unter Leitung des DIN Deutsches Institut für Normung) erarbeitet wurde. Insoweit gibt es für den deutschen Term Norm mit dem englischen Term standard keine kompakte Übersetzung in vergleichbarer Eingrenzung.
Für De-facto-Standard wird der Begriff „Industriestandard“, für seine Entstehung der Begriff Standardisierung verwendet. Insoweit sind auch sämtliche Standards von industriellen Interessengruppen De-facto-Standards, wie beispielsweise die Bluetooth-Protokolle der Bluetooth-SIG oder das IrDa-Protokoll der Infrared Data Association.
Zur Einordnung der verschiedenen Begriffe hat die Bundesregierung (Deutschland) auf die Kleine Anfrage (Deutschland) mehrerer Abgeordneter und der Fraktion (Bundestag) der FDP eine gültige, und auch in den verschiedenen Regelungen und internationalen Guides zu nationalen, europäischen und internationalen Normen, Auskunft gegeben.

„Standardisierungen können technische Regeln sein, die in der Zukunft zu einer Norm werden, sobald die Voraussetzungen für den Normungsprozess vorliegen. Es liegen somit noch nicht alle Voraussetzungen einer Norm vor. Ein Standard ist nicht konsensual entstanden. Der Begriff der Standardisierung wird oft mit dem Begriff der Spezifikation gleichgesetzt. Nach DIN 820-3:2014-06 wird die Standardisierung als ‚technische Regelsetzung ohne zwingende Einbeziehung aller interessierten Kreise und ohne die Verpflichtung zur Beteiligung der Öffentlichkeit‘ bezeichnet. Gerade im Englischen wird der Begriff ‚standard‘ als übergeordneter Terminus verwendet. Nach DIN 820 soll der Stand der Technik durch Normen beschrieben werden.“

Neben Normen mit öffentlicher Zugänglichkeit können auch Unternehmen interne Normen (Werksnormen) erstellen. Diese können sie für Zulieferer als verbindlich vorschreiben. Die Werknormen dürfen offiziell erlassenen und gültigen Normen jedoch nicht widersprechen. Sie dürfen diese nur erweitern oder spezifizieren.

## Durchführung
Ein Normungsverfahren verläuft gewöhnlich in mehreren Stufen:
1. Zunächst ist der Gegenstand des Normungsvorhabens zu bezeichnen und gegebenenfalls gegen ähnliche Gegenstände, die nicht einbezogen werden sollen, nachvollziehbar abzugrenzen.
2. Für die Ausarbeitung wird ein Gremium aus allen betroffenen Fach- und Interessentenkreisen (Wissenschaftler, Produzenten, Anwender und politische Amtsträger) einberufen. Eine möglichst breite Beteiligung aller Gruppen sichert die Akzeptanz und Anwendbarkeit der Normung eines Gegenstandes.
3. Erste Entwürfe und Verbesserungen einer Regelung werden ausgearbeitet.
4. Der Entwurf einer Regelung wird einem öffentlichen Stellungnahme- und Einspruchsverfahren unterworfen, dies soll eine breite Akzeptanz und Anwendbarkeit der Regelungen gewährleisten. Das Online-Portal für Norm-Entwürfe des DIN bietet einen kostenfreien Online-Zugang zu aktuellen Norm-Entwürfen und die Möglichkeit, online Stellungnahmen zu den Norm-Entwürfen abzugeben.
5. Einsprüche und Vorschläge werden geprüft und gegebenenfalls in eine neue Regelungs-Version eingearbeitet.
6. Die Schritte 3 bis 5 werden unter Umständen so lange wiederholt, bis ein befriedigender Status erreicht ist und keine wesentlichen Einsprüche mehr erfolgen.
7. Nach der Endbearbeitung wird das Ergebnis des Normungsverfahrens als „Norm“ oder „Standard“ in der für die jeweilige Organisation üblichen Weise dokumentiert und für den Interessentenkreis und die Öffentlichkeit zugänglich verfügbar gemacht.

Die Ablaufschemen der Normungsvorgänge entsprechen dem Geschäftsgang für die Normungsarbeit (in Deutschland die DIN 820-4), können jedoch je nach Art der Norm und Trägerorganisation Abweichungen aufweisen. Gemeinsam ist allen, dass Normen in einem mehrstufigen Verfahren in demokratischer Weise unter Einbeziehung aller betroffenen Kreise im Konsensprinzip erarbeitet werden. Nicht die Normungsorganisation normt, sondern die Fachleute bedienen sich ihrer, um Normen zu entwickeln und zu veröffentlichen.

## Form und Inhalt einer Norm
Das Ergebnis einer Normung ist ein Dokument, das Regeln für technische Umstände und Verfahren enthält. Dieses Dokument wird als „Norm“ oder „Standard“ bezeichnet. Normen werden grundsätzlich im Konsens erstellt und von einer anerkannten Institution angenommen. Sie legen für die allgemeine und wiederkehrende Anwendung Regeln, Leitlinien oder Merkmale für Tätigkeiten oder deren Ergebnisse fest. Dabei wird ein optimaler Ordnungsgrad in einem gegebenen Zusammenhang angestrebt. Anmerkung: Normen sollten auf den gesicherten Ergebnissen von Wissenschaft, Technik und Erfahrung basieren und auf die Förderung optimaler Vorteile für die Gesellschaft abzielen.
EN 45020 definiert die folgenden Arten von Normen: Grund- oder Basisnorm, Terminologienorm, Prüfnorm, Produktnorm, Verfahrensnorm, Dienstleistungsnorm, Schnittstellen-/Interfacenorm, Norm für anzugebende Daten/Deklarationsnorm, weiters gibt es die Arten: Planungsnorm, Konstruktions-, Berechnungs- oder Bemessungsnorm, Werkvertragsnorm und Ausführungs- oder Verarbeitungsnorm.
Normen können einen sehr unterschiedlichen Umfang haben. Eine Norm kann nur wenige Seiten umfassen oder aber auch mehrere Teile. Der Aufbau einer Norm besteht aus: Titelblatt, Inhaltsverzeichnis, das informative Vorwort, darauf folgen die normativen Abschnitte: Anwendungsbereich, Begriffsbestimmungen und der Hauptteil, in dem die Anforderungen definiert werden.
Bekannte Normen sind zum Beispiel:
- Papierformate wie DIN A4, siehe die technische EN ISO 216; (früher DIN 476);
- die Verfahrensnorm EN ISO 9000 für Qualitätsmanagementsysteme;
- die Verfahrensnorm EN ISO 14001 für Umweltmanagementsysteme;
- die Länderkürzel wie .de, .nl, .jp aus der klassifikatorischen Norm EN ISO 3166;
- der Zeichensatz US-ASCII, 7-Bit American Standard Code for Information Interchange, nach ANSI X3.4.

Vielfach sind als Ergebnis der Normung nicht nur auf einzelne Gegenstände isolierte Regeln entstanden, sondern ein ineinandergreifendes Regelwerk, auf das in Einzelnormen gegenseitig verwiesen werden kann. So können in einer Norm für einen einzelnen Schraubentyp zu Materialien und besondere Ausführungsarten auf andere Normen verwiesen werden, in der diese Anforderungen bereits erarbeitet worden sind.

## Bedeutung

### Alltag
Die Normung stellt ein klassisches industriepolitisches Feld dar, das für das tägliche Leben bedeutsam sein kann und für die Funktionsfähigkeit unserer Wirtschaft von großer Bedeutung ist. Bezogen auf die Wirtschaft unterstützen Normung und Standardisierung insbesondere die Freizügigkeit der Märkte. Die im Normungsverfahren erstellten Regeln dienen zusätzlich einer allgemeinen Information über den Stand der Technik des jeweiligen Gegenstandes oder Fachgebietes. Wer Normen anwendet, folgt Empfehlungen, die von Kreisen der Fachwelt aufgestellt wurden. Ihr Zustandekommen und ihre Anwendung qualifiziert sie als anerkannte Regeln der Technik.

### Wirtschaft
Gemeinsame Normen und Standards erlauben den freien Handel von Waren und Dienstleistungen ohne zusätzliche Anpassungskosten. Normung fördert die Rationalisierung und Qualitätssicherung in Wirtschaft, Technik, Wissenschaft und Verwaltung. Die Kooperation und Vernetzung in der Normungsarbeit führt einer wissenschaftlichen Studie zufolge allein in Deutschland zu einem jährlichen volkswirtschaftlichen Nutzen in Höhe von 16,77 Milliarden Euro und entspricht damit etwa 0,7 % des deutschen Bruttoinlandsproduktes.

### Rechtscharakter
Normen haben kraft Entstehung, Trägerschaft, Inhalt und Anwendungsbereich den Charakter von Empfehlungen, deren Beachtung und Anwendung jedermann freisteht. Normen an sich haben keine rechtliche Verbindlichkeit.
Normen können durch Rechts- und Verwaltungsvorschriften eines Gesetz- oder Verordnungsgebers oder durch Verträge, in denen ihre Einhaltung vereinbart wurde, verbindlich werden. Sie dienen häufig der Ausfüllung unbestimmter Rechtsbegriffe, z. B. des Begriffes „Stand der Technik“, und erlangen dadurch rechtliche Bedeutung (siehe dazu auch: Anerkannte Regeln der Technik).
In der Antwort der Bundesregierung (Deutschland) auf die Kleine Anfrage (Deutschland) mehrerer Abgeordneter und der Fraktion (Bundestag) der FDP wird in der Antwort zur Frage 1 die Verbindung von Normen und Gesetzen hergestellt; Zitat:

„Mit der Referenzierung von Normen und Standards verweist der Gesetzgeber auf technische Regeln, die sich im Markt bereits etabliert haben. Sie dienen als Instrumente zur Entlastung der staatlichen Regelsetzung von Detailregulierung und erlauben eine Anpassung an den jeweiligen Stand der Technik durch Überarbeitung der Norm. In diesen Ausnahmefällen macht sich der Gesetzgeber den Inhalt der jeweiligen Norm zu eigen.“

In der Antwort zu Frage 2 werden die Konsequenzen bei Nichtanwendung von Normen, am Beispiel von Baunormen, genannt.

### Politik
Die Normung stellt ein klassisches industriepolitisches Feld dar, das für das tägliche Leben und die Funktionsfähigkeit einer Wirtschaft von großer Bedeutung ist. Bezogen auf die Wirtschaft unterstützen Normung und Standardisierung insbesondere die Freizügigkeit der Märkte und die Innovationsfähigkeit der Unternehmen. Normung trägt dazu bei, dass sich technisches Wissen und Innovationen schneller verbreiten, und stärkt damit die Wettbewerbs- und Konkurrenzfähigkeit der Unternehmen. Normung wirkt darüber hinaus staatsentlastend und deregulierend, weil die interessierten Kreise schneller, flexibler und in einigen Fällen sachkundiger als der Staat technische Standards setzen, auf die der Staat Bezug nehmen kann.

## Ebenen der Normungsarbeit

### Nationale Normung
Die sogenannten „interessierten Kreise“ (Unternehmen, Handel, Hochschulen, Verbraucher, Handwerk, Prüfinstitute, Behörden) senden ihre Experten in Arbeitsgruppen (Ausschüsse) einer nationalen Normungsorganisation (zum Beispiel Deutsches Institut für Normung), in denen die Normungsarbeit organisiert und durchgeführt wird.
Nationale Normungsorganisationen übernehmen auch regionale (hier europäische) und internationale Normen, die anschließend – nötigenfalls übersetzt – als nationale Normen erscheinen. So findet sich bei den Titeln die gleichzeitige Nennung von beispielsweise DIN oder ÖNORM mit EN und ISO (zum Beispiel bei DIN EN ISO 9001). Sie besagt, dass eine Norm unter derselben Nummer gleichzeitig eine deutsche, europäische und internationale Norm ist. DIN und ÖNORM gleichen die Nummerierung möglichst an EN und ISO an (siehe die Liste der DIN-Normen). Neue Normen sind deshalb fast ausschließlich DIN EN, DIN EN ISO oder DIN ISO. Bei wenigen traditionsreichen Normen deutschen Ursprungs wird die DIN-Nummer nach der Rückübernahme bewahrt.
DIN-Normen und VDE-Vorschriften sind in Normen-Infopoints, meistens an deutschen wissenschaftlichen Bibliotheken, einsehbar. Neue Normen können kostenfrei im Norm-Entwurfs-Portal gelesen und kommentiert werden.

### Europäische Normung
Das Ziel der europäischen Normung ist die Harmonisierung der nationalen Normen in den Mitgliedsländern durch einheitliche Einführung von Europäischen Normen. Durch die europäische Normung sollen Handelshemmnisse abgebaut werden und gleiche Rahmen- und Wettbewerbsbedingungen für den europäischen Binnenmarkt geschaffen werden. Auch die Schaffung gleicher Bedingungen für den Gesundheitsschutz in den einzelnen EU-Staaten soll über technische Produktnormen geregelt werden. Die zur europäischen Normung erlassene Verordnung der EU ist die Verordnung (EU) Nr. 1025/2012 (Normungsverordnung), sie regelt die europäische Normung. Als EU-Verordnung ist sie in allen Mitgliedsstaaten gleich umzusetzen. In der Verordnung werden die Grundlagen der europäischen Normung gesetzt. Hier wird unter anderem unter Artikel 1 der Zweck und damit die gesetzlichen Vorschriften für die europäische Normung festgelegt. Artikel 2 enthält eine Begriffsbestimmung, mit Unterscheidung, was eine Norm, was eine europäische Norm, was eine nationale Norm und weitere Bestimmungen, ist. Um die Rechtsvorschriften nicht mit einer Fülle fachlicher Details zu belasten und um den unbestimmten Begriff der Technikklausel zu spezifizieren, je nach Fachgebiet und Gefährdung, greift die EU-Kommission auf Harmonisierte Normen zurück. Somit sind die (allgemein) anerkannten Regeln der Technik (a.a.R.d.T.) als institutionelle Standards in Normen abgebildet. Eine europäische Norm ersetzt 34 unterschiedliche nationale Normen.
Die europäische Normung wird im Rahmen der drei Organisationen CEN, CENELEC und ETSI durchgeführt. Die EU-Kommission kann eine oder mehrere europäische Normungsorganisationen (CEN, CELENEC, ETSI) beauftragen, eine europäische Norm zu erarbeiten. Diese müssen marktorientiert sein, dem öffentlichen Interesse und den politischen Zielen der EU Rechnung tragen. CEN bezeichnet sich als ein „System formaler Prozesse zur Herstellung von Normen, das durch die 33 nationalen Mitgliedsorganisationen getragen wird“. Die nationalen Mitgliedsorganisationen stimmen über Europäische Normen ab und implementieren diese. Die Normungsorganisationen haben – ausgenommen ETSI – je Land nur ein Mitglied, das die gesamten Normungsinteressen dieses Landes zu vertreten hat. Bei Abstimmungen haben die Mitglieder entsprechend ihrer Wirtschaftskraft unterschiedliche Stimmen.
Deutsche Interessen in der europäischen Normung werden durch das DIN vertreten, deren Normenausschüsse über die Mitarbeit an einem europäischen Normungsvorhaben entscheiden. Die fachliche Betreuung wird einem sogenannten „Spiegelausschuss“ zugewiesen, der eine deutsche Meinungsbildung durchführt und sie im europäischen Gremium zu vertreten hat. Dies kann durch schriftliche Kommentare, Entsendung von Delegationen und/oder Benennung von Experten geschehen. Bei Vorliegen eines Normungsantrages in Deutschland hat das DIN zu überprüfen, ob zu diesem Thema ein europäischer Normungsprozess besteht oder der Normungsvorschlag für diese Ebene in Betracht zu ziehen ist.
Ist der Schlussentwurf einer Europäischen Norm in einer formellen Abstimmung von der Mehrheit der abstimmenden Länder angenommen worden, muss er von den Mitgliedsorganisationen in das nationale Normenwerk übernommen werden.
Durch das „neue Konzept“ haben europäische Normen eine Funktion bei der Deregulierung des europäischen Binnenmarktes. Verzeichnisse von DIN-Normen, bei deren Anwendung davon ausgegangen werden kann, dass die grundlegenden Sicherheitsanforderungen europäischer Richtlinien erfüllt sind, werden im Bundesanzeiger veröffentlicht.
Artikel AUEV 15 Absatz 3 AEUV gewährt den Bürgern, Einwohnern und Unternehmen der EU das Recht auf Zugang zu Dokumenten der EU-Organe, Einrichtungen und sonstigen EU-Stellen vorbehaltlich bestimmter Grundsätze und Bedingungen. Gemäß Artikel 297 AEUV werden erlassene Rechtsakte der EU veröffentlicht. Standpunkte des Rates werden gemäß Artikel 294 AUEV der Öffentlichkeit mitgeteilt. Aufgrund dieser und weiterer Artikel wurde die Verordnung (EG) Nr. 1049/2001 über den Zugang der Öffentlichkeit zu Dokumenten des Europäischen Parlaments, des Rates und der Kommission erlassen.  Die James-Elliott-Entscheidung sowie die Malamud-Entscheidung haben dazu geführt, dass Normen, auf welche Rechtsakte der EU verweisen, kostenfrei öffentlich zugänglich sein müssen. Hierzu muss der Interessierte bei der für sein Land zuständigen Normungsorganisation den Zugriff auf diese harmonisierten Normen online beantragen. Normen der internationalen Normungsorganisationen ISO und IEC, die das Europäische Unionsrecht betreffen, können auch nach Beantragung eingesehen werden.

### Internationale Normung
Die internationale Normung wird im Rahmen der drei Organisationen „Internationale Organisation für Normung“ (ISO), „Internationale elektrotechnische Kommission“ (IEC) und „Internationale Fernmeldeunion“ (ITU) durchgeführt. ISO und IEC haben je Land nur ein Mitglied, das die gesamten Normungsinteressen dieses Landes zu vertreten hat. Für Deutschland ist das Deutsche Institut für Normung (DIN), für Österreich das Österreichische Normungsinstitut (ÖNORM) und für die Schweiz die Schweizerische Normen-Vereinigung (SNV).
Die Zusammenarbeit zwischen ISO und dem Europäischen Komitee für Normung (CEN) regelt die Wiener Vereinbarung.
Ziel der internationalen Normung ist es, internationale Vereinbarungen als Internationale Normen zu veröffentlichen. Ihre Aufgabe ist, die Normung und damit zusammenhängende Bereiche weltweit zu fördern, um den internationalen Waren- und Dienstleistungsverkehr zu erleichtern und die Zusammenarbeit auf allen Gebieten geistiger, wissenschaftlicher, technischer und wirtschaftlicher Tätigkeit auszubauen.
Die Mitarbeit in der internationalen Normung erfolgt nach ähnlichen Prinzipien wie bei der europäischen Normung (siehe oben). Im Unterschied zur europäischen Normung haben die Mitglieder in der internationalen Normung nur je eine Stimme. Es besteht für die nationalen Mitglieder die Möglichkeit, jedoch keine Verpflichtung, internationale Normen in das nationale Normenwerk zu übernehmen. Sollte eine internationale Norm in das nationale Normenwerk übernommen werden, darf dies nur als vollständige, identische Übernahme erfolgen. Zur Sicherstellung der Kohärenz der verschiedenen internationalen Normen, damit diese nicht widersprechen und eine Rangfolge eingehalten wird, dient der IEC Guide 108.

### Übernahme internationaler Normen
Europäische Normen müssen von allen Mitgliedsstaaten des Europäischen Komitees für Normung (CEN) und von CENELEC in das nationale Normenwerk übernommen werden. Nationale Normen zum gleichen Gegenstand müssen zurückgezogen werden. Ziel ist die europaweite Harmonisierung der Normen und damit der Abbau von technischen Handelshemmnissen. Internationale Normen können von den nationalen Normungsorganisationen freiwillig als nationale Normen übernommen werden. In Deutschland entscheidet der fachlich zuständige Arbeitsausschuss im DIN über die Übernahme einer ISO-Norm. Bei Übernahme wird die Norm ins Deutsche übersetzt und mit einem nationalen Vorwort versehen.
Das europäische CEN hat mit der ISO eine Vereinbarung getroffen, die vorsieht, dass ausgewählte internationale Normen in das europäische Regelwerk übernommen werden. Wie oben ausgeführt, müssen diese somit in das nationale Regelwerk übernommen werden.
Für den Bereich Elektrotechnik sind diese Normungsorganisationen zuständig: International International Electrotechnical Commission (IEC); Europäisch Europäisches Komitee für elektrotechnische Normung (CELENEC); National (Deutschland) Deutsche Kommission Elektrotechnik Elektronik Informationstechnik (DKE).
Für den Bereich Telekommunikation sind diese Normungsorganisationen zuständig: International Internationale Fernmeldeunion (ITU); Europäisch Europäisches Institut für Telekommunikationsnormen (ETSI); National(Deutschland) Deutsche Kommission Elektrotechnik Elektronik Informationstechnik (DKE).
Die folgende Tabelle zeigt die Zusammenhänge und Namenskonventionen der Normen nationaler (DIN), europäischer (CEN) und internationaler Normungsorganisationen (ISO) für allgemeine Bereiche.
| Stufen                                                                                | National (DIN) | Europäisch (CEN) | International (ISO) |
| ------------------------------------------------------------------------------------- | -------------- | ---------------- | ------------------- |
| Erarbeitung nationale Norm für Deutschland (für Österreich (ÖNORM); für Schweiz (SN)) | DIN            | -                | -                   |
| Erarbeitung Europäische Norm                                                          | -              | EN               | -                   |
| Übernahme einer Europäischen Norm ins deutsche Normenwerk                             | DIN EN         | -                | -                   |
| Erarbeitung einer Internationalen Norm                                                | -              | -                | ISO                 |
| Übernahme einer Internationalen Norm ins deutsche Normenwerk                          | DIN ISO        | -                | -                   |
| Anerkennung einer Internationalen Norm durch CEN                                      | -              | EN ISO           | -                   |
| Übernahme einer durch CEN anerkannten Internationalen Norm ins deutsche Normenwerk    | DIN EN ISO     | -                | -                   |

## Träger der Normung
Normung wird auf den verschiedensten Stufen und in unterschiedlichen Zusammenhängen durch nationale und internationale Organisationen betrieben, die unterschiedlichen Unternehmensstatus haben. Die kleinste Organisationseinheit sind dabei technische Büros, die für den Bereich eines Unternehmens eigene/interne Normen erstellen.
Das Deutsche Institut für Normung (DIN) ist ein privater eingetragener Verein (e. V.), das Europäische Komitee für Normung (CEN) ist eine private, nicht gewinnorientierte Organisation, die Internationale Organisation für Normung (ISO) und die Internationale Elektrotechnische Kommission (IEC) sind internationale Normungsgremien, die aus Mitgliedern nationaler Komitees bestehen, die die Interessen ihres Landes vertreten und in die internationale Normungsarbeit einbringen. Diese wiederum unterliegen den grundlegenden internationalen Vereinbarungen wie z. B. dem Vertrag von Lissabon.

### Deutschland
Das Deutsche Institut für Normung (DIN) und die Deutsche Kommission Elektrotechnik Elektronik Informationstechnik (DKE) sind die wichtigsten für die Normung zuständigen Institutionen der Bundesrepublik Deutschland. Sie sind für die entsprechenden Aufgaben das deutsche Mitglied in den europäischen und internationalen Normungsorganisationen.
Rechtsgrundlagen für die Wahrnehmung der Normungsaufgaben durch das DIN sind:
- die Satzung des DIN,
- die Normen der Reihe DIN 820 „Normungsarbeit“ und
- der mit der Bundesrepublik Deutschland geschlossene Normenvertrag vom 5. Juni 1975.

Im Rahmen des Normenvertrages ist das DIN und damit gleichzeitig die DKE verpflichtet,
- bei Normungsaufgaben das öffentliche Interesse zu berücksichtigen;
- dafür Sorge zu tragen, dass die DIN-Normen bei der Gesetzgebung in der öffentlichen Verwaltung und im Rechtsverkehr als Umschreibung technischer Anforderungen herangezogen werden können;
- die in Betracht kommenden behördlichen Stellen an der Durchführung der Normungsarbeit zu beteiligen;
- Anträge der Bundesregierung auf Durchführung von Normungsarbeiten, für die von der Bundesregierung ein öffentliches Interesse geltend gemacht wird, bevorzugt zu bearbeiten.

Andererseits hat die Bundesregierung bereits im Rahmen des Normenvertrages die Absicht bekundet, in Rechtsvorschriften auf DIN-Normen Bezug zu nehmen, und zugesagt, sich in der Verwaltung und bei Ausschreibungen der DIN-Normen zu bedienen.

### Weitere
- American National Standards Institute (ANSI), Vereinigte Staaten
- Föderale Agentur für technische Regulierung und Metrologie (GOST-R), Russland
- Standardization Administration of the People’s Republic of China (SAC), Volksrepublik China
- Associação Brasileira de Normas Técnicas (ABNT), Brasilien
- British Standards Institution (BSI), Großbritannien
- Association française de normalisation (AFNOR), Frankreich
- Comisión Panamericana de Normas Técnicas (COPANT), Panamerikanische Normenkommission
- African Organization for Standardisation (ARSO), Afrika
- Pacific Area Standards Congress (PASC), Länder des pazifischen Raumes

## Geschichte
Da die industrielle Revolution von Großbritannien ausging, ist es nicht verwunderlich, dass dort die ersten Anstrengungen zur Normung von Maschinenkomponenten unternommen wurden. Nachdem Henry Maudslay im Jahr 1797 eine Leitspindel-Drehbank mit Kreuzsupport entwickelt hatte, konnte er Gewindespindeln mit hoher reproduzierbarer Genauigkeit herstellen. Sein Schüler Joseph Whitworth setzte ab 1837 Normallehren ein. Normallehren (z. B. Grenzlehren, Endmaße, Lehrdorne) sind Instrumente, mit dem die Formen und Maße eines Werkstücks überprüft werden können. Aufgrund der Verwendung normierter Komponenten wurde ein Austausch defekter Maschinenteile möglich. Die in hoher Stückzahl gemäß Zeichnung mit präzisen Maßen und Toleranzen gefertigten Komponenten verringerten nicht nur die Wartungskosten, sondern auch die Fertigungskosten. Obwohl schon der Franzose Honoré Blanc im Jahr 1785 die Massenproduktion von Einzelkomponenten für die Waffenherstellung eingeführt hatte, war es Whitworth, der durch die von ihm eingeführte Normung die Grundlagen für die industrielle Massenfertigung von Einzelkomponenten legte. Das von ihm 1841 festgelegte Whitworth-Gewinde sollte zum weltweit ersten nationalen Gewindestandard werden.
Der erste „Elektrotechnische Verein“ wurde 1879 von Werner von Siemens und dem Kaiserlichen Generalpostmeister Heinrich von Stephan gegründet. Er war weltweit der erste Verein, der sich mit allen Bereichen der Elektrotechnik befasste. Seine selbst gestellte Aufgabe bestand in der Entwicklung und Förderung der technischen Anwendung der Elektrizität sowie in der Pflege der wissenschaftlichen Basis. Nachdem weitere elektrotechnische Vereine in Deutschland entstanden waren, gründeten deren Delegierte im Jahr 1893 den „Verband Deutscher Elektrotechniker“ (abgekürzt: VDE; heutiger Name: Verband der Elektrotechnik, Elektronik und Informationstechnik e. V.). Das erste technische VDE-Komitee hatte die Aufgabe, Vorschriften über das Errichten elektrischer Niederspannungsanlagen zu erarbeiten. Am 23. November 1895 verabschiedeten die VDE-Komitee-Mitglieder in Eisenach die ersten „Sicherheitsvorschriften für elektrische Starkstromanlagen“. Dieser Vorläufer der heutigen DIN VDE 0100 wurde in der Elektrotechnischen Zeitschrift (ETZ) am 9. Januar 1896 veröffentlicht. Die VDE-Bestimmung über Kabelschuhe und Klemmschrauben wurde ebenfalls im Jahr 1896 herausgegeben.
In Großbritannien wurde im Jahr 1901 das „Engineering Standards Committee“ (heutiger Name: British Standards Institution) als erstes nationales Normungsinstitut gegründet. 1904 veröffentlichte der VDE sein erstes „Normalien-Buch“. Ein Jahr zuvor publizierte der Schweizerische Ingenieur- und Architekten-Verein die erste Norm im Stahlbetonbau. Die Gründung der „International Electrotechnical Commission“ (abgekürzt: IEC) erfolgte 1906 unter VDE-Beteiligung. Im Jahr 1917 entstand in Deutschland der „Normenausschuss der Deutschen Industrie“ (heutiger Name: „Deutsches Institut für Normung e. V.“). In Österreich wurde 1920 das Österreichische Normungsinstitut (ON) gegründet (heutiger Name: „Austrian Standards International“). 1970 wurde die elektrotechnische Sicherheitsnormung des VDE mit anderen Normungsaktivitäten des DIN in der DKE Deutsche Kommission Elektrotechnik Elektronik Informationstechnik im DIN und VDE zusammengeführt.
Aus der Absicht heraus, die Industrialisierung durch Rationalisierung weiter voranzutreiben, wuchs in den einzelnen Staaten das Interesse an der Normung.
1926 wurde die International Federation of the National Standardizing Associations (ISA) gegründet. Die Arbeitsergebnisse der ISA galten als Vorschläge oder Empfehlung für die nationalen Normausschüsse.
An erster Stelle standen die ISA-Passungen, die eine Austauschbarkeit oder Kompatibilität von Maschinenteilen erst ermöglichten.
Die ersten Bestrebungen, auf weltweiter Ebene eine Normung zu betreiben, sind weitaus älter. Elektrotechniker erkannten schon Ende des 19. und Anfang des 20. Jahrhunderts die Notwendigkeit nach kontinuierlichen, methodischen und internationalen Normungen. Bereits 1906 wurde die „Internationale Elektrotechnische Kommission“ (IEC) gegründet.
Nach der Unterbrechung durch den Zweiten Weltkrieg entstand die Bezeichnung „Internationale Organisation für Normung“ (ISO), die neue internationale Normungskommission als Nachfolgerin der ISA. Deutschland ist durch seine nationale Normungsorganisation DIN seit 1952 wieder Mitglied der ISO und des IEC. Die Geschäfte der ISO führt das Zentralsekretariat aus, die des IEC ein Generalsekretariat, beide mit Sitz in Genf. Die nach Fachgebieten zusammengesetzten „Technischen Komitees“ (TC) leisten dabei die Normungsarbeit.

## Kritik
Die Arbeit der Normengremien spiegelt die Interessen der Mitglieder wider. Dabei wird die Qualität einer Norm durch die Qualifikation der Beteiligten bestimmt. Allerdings ist die Existenz einer Norm genauso wie die Existenz eines De-facto-Standards allein noch kein Nachweis für eine bestimmte Marktdurchdringung und für eine besondere Position im technischen Wettbewerb.
Im Gegensatz zu unterstelltem Allgemeininteresse kann die Normung auch verwendet werden, um Abgrenzungen gegenüber Wettbewerbern aufzubauen. Beispiele sind Normenwerke in der Sicherheitstechnik, wie beispielsweise die Norm VDE 0825 Personen-Notsignal-Anlagen oder die Norm VDE 0834 Rufanlagen die Anforderungen fortschreiben, deren Anforderungen außerhalb Deutschlands selten voll erfüllt werden, wenngleich die Sinnfälligkeit der Anforderungen einer technischen Kritik standhält.
Für Normen und Normenwerke der IEC und der ISO ist dies nur eingeschränkt der Fall. Deren Erwerb ist mit hohen Kosten verbunden. Folglich erhält nur ein kleiner Kreis „eingeweihter“ Personen Einsicht in diese Normen. Nur eine geringe Anzahl der IEC- und ISO-Normen sind für Normungszwecke öffentlich zugänglich und können kostenfrei heruntergeladen werden.
Die Mitwirkung in internationalen Gremien für Normensetzung und damit die Möglichkeit, Standards zu beeinflussen, ist ein wichtiger Teil staatlicher Industriepolitik. So setzt beispielsweise die Volksrepublik China mit dem 13. Fünfjahresplan von 2016 ganz ausdrücklich auch auf eine verstärkte Mitwirkung bei der Setzung von Normen. So stammten 35 % der bei der ISO eingereichten Dokumente zur Normung des 5G-Mobilfunkstandards von chinesischen Wissenschaftlern.